# Vasile Lehaci
Vasile Lehaci är en rumänsk kanotist.
Han tog bland annat VM-silver i C-2 1000 meter i samband med sprintvärldsmästerskapen i kanotsport 1990 i Poznań.